# とのさまガエル
「とのさまガエル」は、2who'zのシングル。2004年6月16日発売。

## 概要
2004年4月 - 5月に、NHK『みんなのうた』で放送。語りは石坂浩二。石坂の起用はNHK側からのオファーだった。『みんなのうた』の映像では、しりあがり寿の墨絵によるトノサマガエルのイラストが使われた。歌手の2who'zは、作詞者のつかもとひろあきと作曲者の田中宏和によるユニットで、ボーカルは田中が担当している。
当時の『みんなのうた』の川崎龍彦プロデューサーと2who'zの酒席で、「とのさまガエル」という言葉を1字ずつ変えていくという話題で盛り上がったことが本楽曲の制作の動機となった。
同時期に『みんなのうた』で流された楽曲の中では、再放送の要望が飛びぬけて多かった。
なお、放送では2番まで使用されていた。 
本楽曲の企画に小学館が関与していたため、同社が制作に携わるテレビ東京『おはスタ』にてCDとDVDの発売告知のCMが流された。

## 収録曲

### ディスク1（DVD）
1. とのさまガエル (NHK みんなのうた)
2. とのさまガエル (ひらがな ver.)

### ディスク2（CD）
1. とのさまガエル
2. とのさまガエル (TV MIX)
3. とのさまガエル (トノゲーロ ver.うた部分cut)
4. とのさまガエル (なりきり ver.語り部分cut)
5. とのさまガエル (コーラス入りカラオケ)
6. とのさまガエル (Instrumental)